# Empire of Silver
Empire of Silver es una película de 2009 escrita y dirigida por Christina Yao. Consiste en el cambio de siglo en la economía China y su relación con el Levantamiento de los bóxers. Es protagonizada por Aaron Kwok y Jennifer Tilly.

## Elenco
- Third Master — Aaron Kwok
- Master Kang — Tielin Zhang
- Madame Kang — Hao Lei
- Mrs. Landdeck — Jennifer Tilly
- Pastor Landdeck — Jonathan Kos-Read